# Robert Bylot
Pour les articles homonymes, voir Bylot.
Robert Bylot était un explorateur anglais du XVIIe siècle. 

## Biographie
On en sait peu au sujet de sa vie, quoique l'île Bylot, une des îles arctiques les plus « dramatiques », ait été nommée en son honneur. Il est considéré comme un des plus audacieux des premiers explorateurs dans l'Arctique canadien. Peut-être qu'une expérience malheureuse avec le capitaine Henry Hudson en 1611 l'a condamné à une relative obscurité. Bylot était le compagnon de Hudson sur le Discovery quand ils ont navigué la première fois dans ce qui est maintenant connu comme la baie d'Hudson. Pendant les différends qui ont suivi, il a été dépouillé de son rang, et a par la suite il a joint les mutins qui ont placé Hudson, son fils et plusieurs marins à la dérive dans une chaloupe. N'eût été des qualifications de Bylot dans la navigation, il aurait probablement subi le même sort qu'Hudson. Il pouvait faire naviguer le bateau pour retourner en Angleterre, et obtenir le pardon pour ses actions pendant la mutinerie.
En 1612, Bylot est revenu à la Baie d'Hudson, cette fois avec Thomas Button. Ils ont atteint l'embouchure du fleuve Nelson, où ils hivernèrent. Au printemps 1613 ils ont continué vers le nord, atteignant une latitude de 65° avant le retour en Angleterre.
En 1615 et 1616, Bylot a continué la recherche du passage du nord-ouest comme capitaine de son propre bateau, le Discovery. Le voyage de 1615 a montré que le détroit d'Hudson n'était certainement pas l'endroit où chercher un passage vers l'Asie. L'année suivante, plusieurs progrès notables ont été rendus possibles par une combinaison des talents de Bylot dans la navigation à travers les glaces, et les qualifications de navigation et traçages brillants de son pilote, William Baffin. Robert Bylot et ses équipiers étaient les premiers Européens à voir les détroits de Jones, de Lancaster et de Smith, les voies d'eau importantes qui ont été baptisées au nom des commanditaires du voyage : Alderman Jones, sir James Lancaster et sir Thomas Smythe. Ils ont dessiné en entier ce qui a été appelé pour honorer l'île de Baffin. Et, de façon plus significative, ils pouvaient atteindre la latitude au nord de 77° 45', un record qui a tenu durant 236 ans. Bylot a avec succès navigué pour revenir en Angleterre.
Rien n'est connu au sujet de sa vie par la suite. William Baffin, d'ailleurs, reçoit souvent tout le crédit pour les succès du voyage de 1616.